# Kuluna Lilvatan Lil Ula Lil Alam
Kuluna Lilvatan Lil Ula Lil Alam (arabsko كلّنا للوطن للعلى للعلم, dob. 'Vsi za domovino, za slavo, za zastavo' je državna himna Libanona. Besedilo je napisal Rachid Nakhlé, uglasbil pa jo je Wadih Sabra. Za himno je bila sprejeta 12. julija 1927.

## Besedilo
Spodaj je podano besedilo himne v arabščini ter dobesednem prevodu v slovenščino:
| كلّنا للوطن للعلى للعلم ملء عين الزّمن سيفنا والقلم سهلنا والجبل منبت للرّجال قولنا والعمل في سبيل الكمال كلّنا للوطن للعلى للعلم كلّنا للوطن شيخنا والفتى عند صوت الوطن أسد غاب متى ساورتنا الفتن شرقنا قلبه أبداً لبنان صانه ربه لمدى الأزمان كلّنا للوطن للعلى للعلم كلّنا للوطن بحره بّره درّة الشرقين رفده برّه مالىء القطبين إسمه عزّه منذ كان الجدود مجده أرزه رمزه للخلود كلّنا للوطن للعلى للعلم كلّنا للوطن |  | Vsi za domovino, za slavo, za zastavo Vsi za domovino, za slavo, za zastavo. Od začetka stoletij, naš svinčnik in meč,. naše polje in gore delajo može. Naša beseda in delo na poti k popolnosti. Vsi za domovino, za slavo, za zastavo. Vsi za domovino. Mlado in staro je glas domovine, gozdni levi v času nasilja. Naš vzhod je njeno srce. Za vedno Libanon! Njen bog jo ves čas varuje. Vsi za domovino, za slavo, za zastavo. Vsi za domovino. Njeno morje, njeno kopno, sta bisera dveh orientov. Njen simbol, njeno usmiljenje, napolnita lahko dva tečaja. Njeno ime je triumf že od časov naših dedov. Njena slava so cedre, njen simbol je za konec obdobij. Vsi za domovino, za slavo, za zastavo. Vsi za domovino. |  |